# 16974 Iphthime
16974 Iphthime este o planetă minoră (asteroid), cu un diametru de 57,341 km, din Asteroid troian al lui Jupiter. A fost descoperită pe 18 noiembrie 1998 la Experimental Test Site⁠(d) de Lincoln Near-Earth Asteroid Research și a fost numită după Iphthime⁠(d). 
Obiectul prezintă o orbită caracterizată de o semiaxă mare de 5,1858261 UAi, o excentricitate de 0,07, o înclinație de 15,03541 ° în raport cu ecliptica.